# Iran op de Olympische Winterspelen 1976
Tijdens de Olympische Winterspelen van 1976, die in Innsbruck (Oostenrijk) werden gehouden, nam Iran voor de vijfde keer deel.

## Deelnemers en resultaten

### Alpineskiën
| Olympiër                    | Discipline       | Resultaat | Prestatie                        |
| --------------------------- | ---------------- | --------- | -------------------------------- |
| Gorban Ali Kalhore          | afdaling (m)     | 55e       | 1.59,15 (+13,42)                 |
| Gorban Ali Kalhore          | reuzenslalom (m) | 47e       | 4.08,95 (+41,98) 2.02,30+2.06,65 |
| Gorban Ali Kalhore          | slalom (m)       | dnf-1     | opgave run 1                     |
| Mohammad Kalhore            | afdaling (m)     | dnf       | opgave                           |
| Mohammad Kalhore            | reuzenslalom (m) | dnf-2     | opgave run 2                     |
| Mohammad Kalhore            | slalom (m)       | dns-2     | niet gestart run 2               |
| Akbar Kalili                | afdaling (m)     | 58e       | 2.00,32 (+14,59)                 |
| Akbar Kalili                | reuzenslalom (m) | dq-2      | diskwalificatie run 2            |
| Akbar Kalili                | slalom (m)       | dq-1      | diskwalificatie run 1            |
| Mohammad Hadj Kia Shemshaki | afdaling (m)     | 56e       | 1.59,44 (+13,71)                 |
| Mohammad Hadj Kia Shemshaki | reuzenslalom (m) | dnf-1     | opgave run 1                     |
| Mohammad Hadj Kia Shemshaki | slalom (m)       | dq-1      | diskwalificatie run 1            |

Andorra · Argentinië · Australië · België · Bondsrepubliek Duitsland · Bulgarije · Canada · Chili · Duitse Democratische Republiek · Finland · Frankrijk · Griekenland · Groot-Brittannië · Hongarije · IJsland · Iran · Italië · Japan · Joegoslavië · Libanon · Liechtenstein · Nederland · Nieuw-Zeeland · Noorwegen · Oostenrijk · Polen · Roemenië · San Marino · Sovjet-Unie · Spanje · Taiwan · Tsjecho-Slowakije · Turkije · Verenigde Staten · Zuid-Korea · Zweden · Zwitserland